# Анагаст
Анагаст — голова військ Візантії в Фракії у 469 році. На думку більшості дослідників був антом, хоча деякі дослідники вважають його готом. Думка про антське походження Анагаста ґрунтується на тому що Анагаст це типове антське ім'я, має характерні розповсюджені в антів частини «ана» і «гаст», хоча в хроніках згадується як «скіф», але на той час скіфів вже не існувало, а скіфами в джерелах 5 століття часто називали слов'ян (антів) з північного Причорномор'я. Анагаст зіграв важливу роль у вигнанні гунів з Дакії і Бессарабії, чим відкрив дорогу руху слов'ян до Дунаю. У 469 році Анагаст розгромив армію гунів, а Денгизиха вбив і послав його голову в Константинополь, де її виставили на загальний огляд.